# Ligament veineux du foie

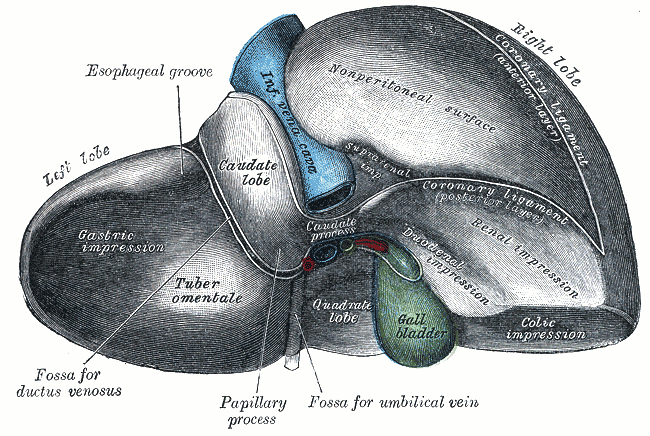
Planche anatomique du XIX montrant la face inférieure du foie par en dessous, on y distingue la fosse, ou fissure, dessinée par le ductus venosus.

Le ligament veineux du foie, ou ligament veineux, ou ligament veineux hépatique, ou ligament d'Arantius, ou ductus venosus, est un ligament occupant une fissure sur la face diaphragmatique du foie, reliant la veine porte à la veine hépatique. Il s'agit du reliquat fibreux du canal veineux d'Arantius.

## Embryologie
Le canal d'Arantius permet lors de la circulation fœtale, de dériver une partie importante du flux veineux reçu par le fœtus depuis la veine ombilicale vers la veine cave inférieure ; en effet le sang ombilical n'est que partiellement utilisé par le lobe droit du foie dont le rôle est alors très amoindri. De plus il donne provisoirement naissance à la veine hépatique gauche qui irrigue le lobe gauche du foie. Dès la naissance la veine ombilicale s'obstrue et le canal s'occlut devenant le ligament veineux, tandis que la veine hépatique gauche s'abouche alors à la veine porte.

## Intérêt anatomique
Lors d'une chirurgie hépatique intervenant entre le lobe gauche et le lobe droit du foie la connaissance de l'anatomie du ligament veineux est essentielle pour l'opérateur car les résections dans cette zone sont réputées délicates et une traction du ligament d’Arantius facilite la mise en évidence de l’aisselle de la veine hépatique gauche et du tronc veineux commun hépatique permettant une dissection sûre de ces structures veineuses,.